# Exportbasistheorie
Die Exportbasistheorie ist ein makroökonomischer Ansatz zur Erklärung einer Wirtschaftsentwicklung eines Raumes, also eine Regionale Wachstums- und Entwicklungstheorie der Wirtschaftswissenschaft. Sie geht davon aus, dass die Wirtschaft einer Region unterteilt ist in einen exportorientierten Basissektor (basic) und einen die Binnennachfrage befriedigenden Bereich (non-basic). Für den wirtschaftlichen Aufschwung und die Steigerung des Wohlstands sei der Erfolg des Exportsektors entscheidend. Der im Basic-Bereich erzielte Überschuss werde in der Region investiert. Die Binnennachfrage steige und der regionale Wohlstand wachse. Es handele sich also um einen Multiplikatoreffekt. Erste exportbasisbasierte Modelle und Untersuchungen wurden ab 1950 von Richard B. Andrews, James Duesenberry und Douglass North vorgelegt.

## Modell von Duesenberry
Duesenberry untersuchte 1950 am Beispiel der Vereinigten Staaten des 19. Jahrhunderts die Auswirkungen des Güterexports einer Region auf deren Wachstumsprozess unter Anwendung eines Zwei-Regionen-Modells.
Ausgangslage:
- Region 1 ist ein erst seit kurzem besiedeltes, agrarisch strukturiertes, und wirtschaftlich noch wenig entwickeltes Gebiet, welches über den Eigenbedarf hinaus produzierte agrarische Erzeugnisse nach Region 2 exportiert.

- Region 2 ist schon länger besiedelt, industrialisiert, und befindet sich auf einem generell höheren Entwicklungsniveau.

Folgen:
- Der Export führt zu einem Einkommensanstieg in Region 1 und einem Einkommensrückgang der Landwirte in Region 2.

- Durch den Einkommensanstieg in Region 1 erhöht sich die Nachfrage nach industriellen Produkten. Diese können lokal nicht befriedigt werden, was zu einem erhöhten Import dieser Produkte aus Region 2 führt. Der für Region 2 daraus resultierenden Einkommensgewinn übersteigt gesamtwirtschaftlich die durch den erhöhten Import aus Region 1 bedingten Einkommensrückgänge im Agrarsektor.

- Auch in Region 1 entsteht aufgrund der Einkommenszuwächse als Multiplikatoreffekt allmählich ein zunächst nur den lokalen Markt befriedigender Industriesektor. Dies führt zusammen mit den starken Einkommensgewinnen der Landwirtschaft auch hier zu einem insgesamt höheren Einkommen.

Resultate:
- In beiden Regionen erhöht also der Außenhandel das Einkommen. Dadurch werden zusätzlich in – den lokalen Markt versorgenden Wirtschaftsbereichen – positive Impulse induziert.[4] Dies sieht Duesenberry als einen der Motoren der wirtschaftlichen Entwicklung und Modernisierung speziell in Deutschland und England zu Beginn der Industriellen Revolution an.[5]

## Modell von North
Auch North sieht im Export die entscheidende Determinante des regionalen Wirtschaftswachstums. Er beschreibt – im Gegensatz zu Duesenberry für eine einzelne Region – den vom Exportsektor ausgelösten Wachstumsmechanismus auch quantitativ.
Die Expansion des Exports einer zunächst beschränkten Anzahl von Rohstoffen einer ursprünglichen Subsistenzwirtschaft in weiterentwickelte Gebiete schaffe die Basis eines regionalen Wachstumsprozesses. Der aus dem landwirtschaftlichen Export entstehende Einkommensanstieg führe zu einer Kapitalakkumulation, welche die Absorptionstätigkeit der Exportwirtschaft übersteige. Dies mache es lohnend bzw. zwingend, Kapital in den Aufbau einer zunächst nur den lokalen Markt bedienenden Industrie zu investieren. Interne und externe Betriebsersparnisse der geschaffenen Strukturen erleichtern diesen Prozess zusätzlich und führen zu einer Diversifizierung der Einkommensbasis. North prognostiziert/verspricht ebenso wie Duesenberry einen Gesamtaufschwung der Wirtschaft durch den Exportanteil.
Das Gesamteinkommen einer Region (Eg) setzt sich also aus dem exogenen Einkommen (Eex) und dem des lokalen Sektors (El) zusammen.
{\displaystyle E_{g}=E_{e}+E_{l}}
Das lokale Einkommen ist nach North eine Funktion des Exporteinkommens, welches nur noch von der marginalen Konsumquote (Qk) und der marginalen Importquote (Qi) folgendermaßen abhängig ist.
{\displaystyle E_{l}=E_{e}\cdot \left({\frac {1}{1-Q_{k}+Q_{i}}}-1\right)}
Durch Einsetzung beider Formeln ergibt sich für das Gesamteinkommen:
{\displaystyle E_{g}=E_{e}\cdot {\frac {1}{1-Q_{k}+Q_{i}}}}
Dabei wird der unterhalb des Bruches stehende Ausdruck {\displaystyle 1-Q_{k}+Q_{i}} als Multiplikator bezeichnet. Je größer die marginale Konsumquote und je kleiner die marginale Importquote sind, desto größer ist also der Multiplikatoreffekt für das Gesamteinkommen.

## Kritik
In der regionalwissenschaftlichen Literatur wird der Wert der Exportbasis-Theorie zur Erklärung regionalen Wirtschaftswachstums vermehrt in Zweifel gezogen.
- Die Exportbasis-Theorie erkläre regionales Wirtschaftswachstum nur entsprechend der klassischen Außenhandelstheorie. Im Gegensatz zu neoklassischen Modellen werde die Behandlung des Produktionspotentials einer Region vernachlässigt. Sie sei einseitig nachfrageorientiert, konzentriere sich auch nachfrageseitig ausschließlich auf die Exportnachfrage und vernachlässige die Wirkung der intraregionalen Nachfrage. Sie eigne sich deshalb nur für Regionen mit nicht ausgelasteten Produktionskapazitäten und geringen Impulsen durch intraregionale Nachfrage.[11]